# Zawerchy
Zawerchy (ukr. Заверхи) – wieś na Ukrainie, w obwodzie lwowskim, w rejonie jaworowskim, w hromadzie Mościska. W 2001 roku liczyła 401 mieszkańców.
Pod koniec XIX w. grupa domów we wsi Starzawa (powiat mościcki).